# ککووا

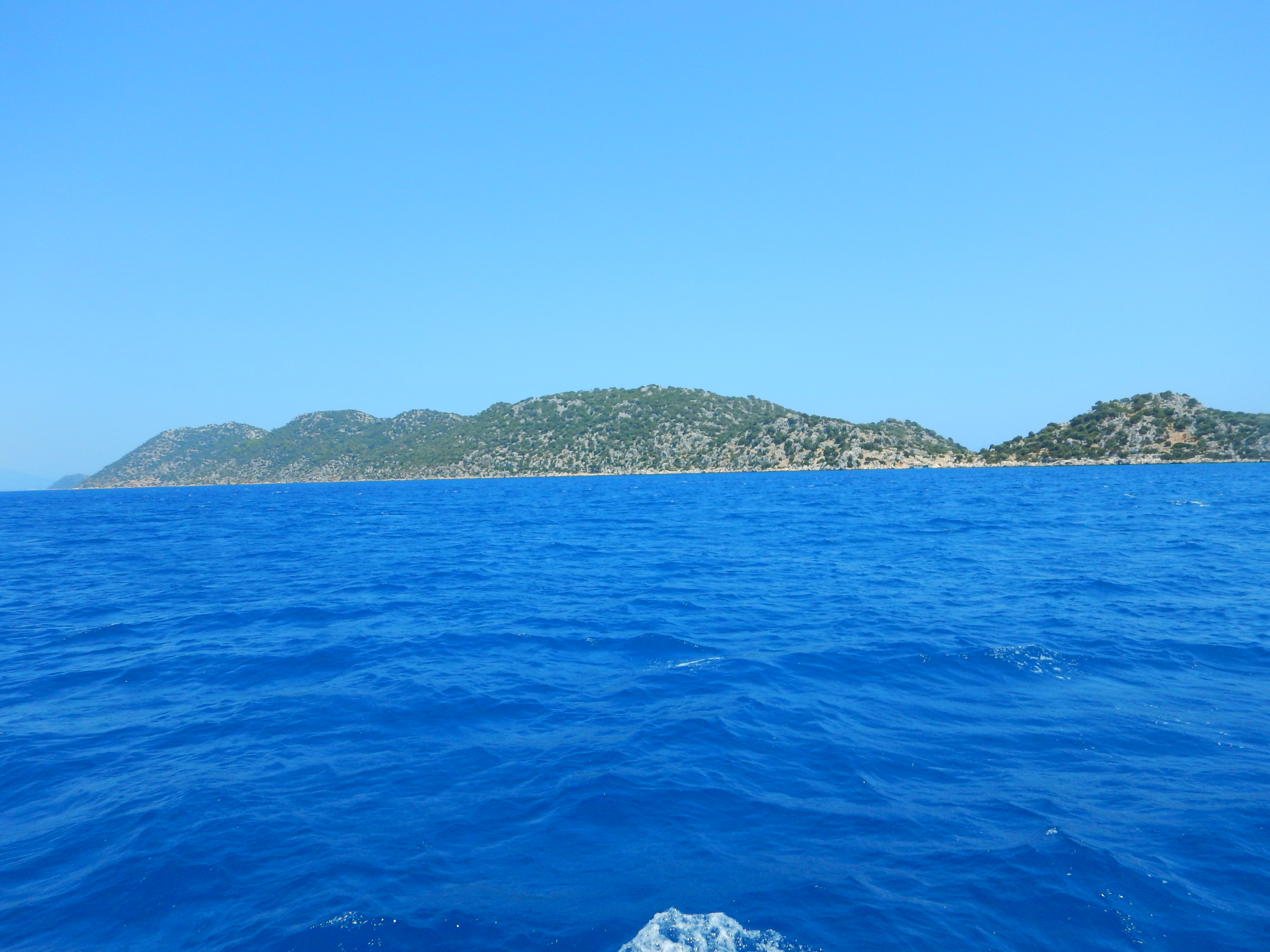
نمایی از جزیره ککووا از سمت غرب

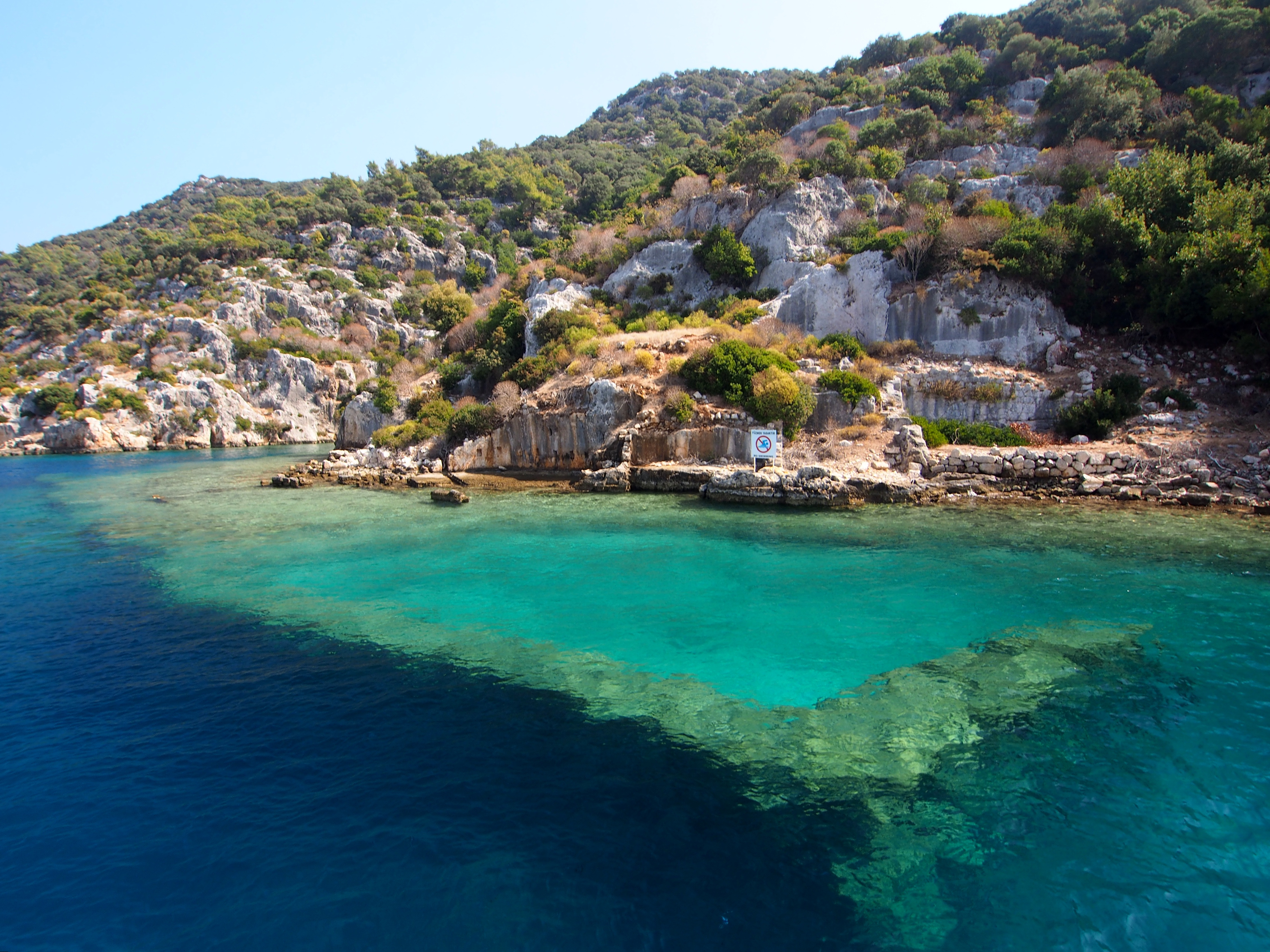
ویرانه‌های غرق‌شده در سواحل جزیره ککووا

ککووا (انگلیسی: Kekova) جزیره‌ای کوچک در نزدیکی دمره (Demre، که در دوران باستان لیکیه‌ای و محل میرا (ترکیه) بود) در استان آنتالیا است که رو به روستاهای قلعه‌کوی (باستانی سیمنا) و اوچاغیز (باستانی تیمیوسا) قرار دارد. این جزیره مساحتی حدود ۴٫۵ کیلومتر مربع (۲ مایل مربع) دارد و خالی از سکنه است. در دوران باستان با نام دولیشسته (زبان یونانی: Δολιχίστη) شناخته می‌شد.

## جزیره
پس از اشغال کاستلوریزو توسط ایتالیا، جزیره ککووا– که در آن زمان به‌صورت موقت در تابستان برای برداشت چوب مسکونی می‌شد – میان ایتالیا و ترکیه مورد مناقشه قرار گرفت. کنوانسیون میان ایتالیا و ترکیه، ۱۹۳۲ در نهایت این جزیره را به ترکیه واگذار کرد.
در قسمت شمالی جزیره، ویرانه‌های نیمه‌غرق‌شده Dolchiste/Dolikisthe قرار دارد، شهری باستانی که در قرن دوم میلادی بر اثر زمین‌لرزه ویران شد.
این شهر در دوره امپراتوری روم شرقی بازسازی شد و رونق یافت، اما در نهایت به دلیل حملات مردم عرب متروکه شد.
در شمال غربی جزیره، منطقه ترسانه (به‌معنای "کارخانه کشتی‌سازی") قرار دارد که خلیج آن محل یک شهر باستانی به نام خرا و یک کشتی‌سازی قدیمی بوده و دارای ویرانه‌های یک کلیسای بیزانسی است.
منطقه ککووا در ۱۸ ژانویه ۱۹۹۰ توسط وزارت محیط زیست و جنگل‌های ترکیه به‌عنوان منطقه حفاظت‌شده ویژه اعلام شد. تمام انواع غواصی و شنا در این منطقه ممنوع شد و فقط با دریافت مجوزهای ویژه دولتی امکان‌پذیر بود. در سال‌های بعد، این ممنوعیت به‌جز در منطقه‌ای که شهر غرق‌شده قرار دارد، لغو شد.
منطقه ککووا مساحتی برابر با ۲۶۰ کیلومتر مربع (۱۰۰ مایل مربع) دارد و شامل جزیره ککووا، روستاهای قلعه‌کوی و اوچ‌آغیز و چهار شهر باستانی سیمنا، آپرلای، دلکیستو تیمیوسا می‌شود.
قلعه‌کوی (در میان محلی‌ها با نام "Kale" شناخته می‌شود) (باستانی سیمنا) یک محوطه لیکیه‌ای در سواحل ترکیه است. این منطقه دهکده‌ای کوچک با ویرانه‌های نیمه‌غرق‌شده Aperlae و یک قلعه است. تنها راه دسترسی به این دهکده از طریق دریا است.
اوچ‌آغیز (نام باستانی آن، تیمیوسا) روستایی است که در فاصله یک کیلومتری از قلعه‌کوی و در شمال خلیجی به همین نام واقع شده است و ویرانه‌های تیمیوسا در سمت شرقی آن قرار دارد. نام "اوچ‌آغیز " به‌معنای "سه دهانه" است که به سه خروجی آن به دریای آزاد اشاره دارد.